# Cronaca familiare (romanzo)
Cronaca familiare è un romanzo autobiografico di Vasco Pratolini, pubblicato nel 1947. Narra la genesi, lo sviluppo e la tragica fine del rapporto affettivo tra l'autore e il fratello Dante, ribattezzato in seguito Ferruccio dai genitori adottivi.

## Trama
Il romanzo si apre con un messaggio al lettore, nel quale dichiara esplicitamente la natura del romanzo che seguirà: 

### Parte prima
Pratolini fa cominciare la sua cronaca familiare rivolgendosi al fratello Ferruccio. La madre è morta venticinque giorni dopo aver dato alla luce il secondo figlio. L'autore ricorda le visite quotidiane ai contadini che lavoravano presso Villa Rossa, ai quali il neonato è stato affidato.
Un giorno i contadini portano Dante in visita ai signori della villa, che si affezionano subito al bambino e lo fanno restare a vivere con loro. Il bambino viene affidato alle cure del maggiordomo, che ne diventa il padre adottivo. Dante, che viene chiamato Ferruccio, a causa della volgarità del suo nome di battesimo, ora vive in un ambiente aristocratico, pieno di usi e di convenzioni, un ambiente elegante e raffinato, una prigione di affetti, di abitudini, di complessi, dentro la quale (mutati con gli anni, le condizioni e gli affetti) si troverà condannato.
L'autore continua a vivere con la sua vera e umile famiglia, prima con la nonna e in seguito con il padre, che tornato dalla guerra si è risposato due anni dopo la morte della prima moglie.
Inizialmente il piccolo Vasco ritiene l'allontanamento del fratello da casa una giusta punizione. È convinto che la madre se ne sia andata a causa del parto del fratello.
L'autore ribadisce questo concetto con un lungo e appassionato discorso riguardante il suo primo ricordo, coincidente con la figura della madre stesa sul letto, esanime.
Questa inconscia convinzione, unita alla profonda differenza di status sociale, impedisce l'intesa fra i due fratelli. I due continuano a vedersi per un po' di tempo, durante le visite che Vasco fa al fratello ogni giovedì, assieme alla nonna. In seguito Pratolini comincia a lavorare come garzone di bottega. Passano otto anni, durante i quali i due si vedono raramente.

### Parte seconda
È il 1935, gennaio o febbraio, fa freddo, piove. Vasco di ritorno dalla biblioteca, si rifugia in un locale dove si gioca a biliardo. Il locale è affollato, non c'è spazio nemmeno per appoggiarsi alle pareti. Nel locale c'è una sala dove si ritrovano i giovani liceali per giocare a ping-pong. Vasco entra e trova una sedia libera, si siede. Alzato lo sguardo vede il fratello proprio dirimpetto a lui, è uno dei due giocatori. Ferruccio finito di giocare fa capire esplicitamente l'intenzione di rincontrarsi col fratello dicendo agli amici, che lo credevano figlio unico: “C'è mio fratello che mi aspetta”. L'autore, però, esce dalla sala e si nasconde, Ferruccio prova a cercarlo, poi rassegnato se ne va.
Passa un po' di tempo. Un giorno di marzo Ferruccio va in via Ricasoli, dove Vasco ha una camera in affitto. Questa volta il fratello non lo evita, al contrario lo accoglie con impeto. È in quel fatidico giorno che i due si ritrovano, si riscoprono, parlano, si chiariscono. Ferruccio ha litigato con il padre adottivo, ha bisogno di ospitalità per la notte. Durante quella notte i due affrontano i temi più disparati, parlano della nonna all'ospizio, della madre morta, del “babbo” di Ferruccio, del ping-pong, degli studi “ufficiali” trascurati da Ferruccio e di quelli di autodidatta perseguiti da Vasco.
I due, quella notte dormono nello stesso letto. Si sono ritrovati.
Il giovedì successivo i due fratelli vanno a trovare la nonna all'istituto nel quale ora abita. In quella circostanza decidono di trascorrere la Pasqua tutti e tre assieme.
Quel giorno arriva presto e trascorre lieto. I tre si ritrovano per la prima volta a passare una festività in famiglia. Parlano del nonno, che Ferruccio non può ricordare perché morto quando era piccolo. Parlano della vita alla quale è ora costretta la nonna. Uno stile di vita a metà fra la caserma e l'asilo. Parlano del vaso da notte che le suore tolgono, per punizione, se non ci si comportava secondo le regole dell'istituto.
Una sera dell'aprile 1935, un acquazzone sorprende Vasco allo scoperto. Il mattino seguente si alza con una forte oppressione al petto, gli manca il fiato. Apre la finestra, respira profondamente e sente sapore di sangue in bocca. Poche ore dopo è ricoverato all'ospedale.
Dimesso dall'ospedale l'autore passa due anni in sanatorio, durante i quali il rapporto col fratello diventa unicamente epistolare.

### Parte terza
Al ritorno di Vasco dal sanatorio Ferruccio è disoccupato. Non è padrone di nessun mestiere, si arrangia con lavori saltuari. La miseria nella quale è caduto, è aggravata dai residui dell'elevato status sociale al quale è stato abituato da bambino. Gli è rimasta l'apparenza di persona orgogliosa, distinta, impeccabile. Questo suo modo di porsi gli preclude gli aiuti provenienti dalla solidarietà collettiva, imprigionandolo in una specie di prigione morale. Dopo un periodo di stenti, grazie ad una raccomandazione, trova lavoro in un ente parastatale. Un lavoro di basso profilo: fa le pulizie, svuota cestini, svolge commissioni, imprime la corrispondenza sul copialettere.
In quel periodo Ferruccio si fidanza con Enzina. Lei è una ragazza aggraziata ed elegante, lui l'ama. I due sono fatti l'uno per l'altra, ma Ferruccio è molto alto e si vergogna della statura della fidanzata. Lei vuole essere tenuta sotto braccio ma, quando passano per le vie del centro, Ferruccio non ne vuole sapere. A causa di questo Enzina pensa di non essere amata. I due si lasciano ma il fratello di Vasco non la dimenticherà mai e tornerà a pensare a lei anche nel letto di morte.
Una domenica d'inverno la nonna è sul punto di morire. I due fratelli, recatisi all'ospizio, scoprono che le avevano tolto il vaso da notte ed era stata costretta ad alzarsi dal letto per andare in bagno. La notte faceva freddo e nel corridoio soffiava uno spiffero gelido. La polmonite fece presto ad arrivare e a portarsela via.
Successivamente Vasco lascia Firenze e si trasferisce a Roma. Ferruccio resta, si sposa, ha una figlia. Il lavoro è ad un punto fermo, la promozione gli è sempre promessa e puntualmente rimandata. Ferruccio vuole bene a sua moglie, ma non è amore puro, vero, come quello che provava per Enzina, non è la sua metà.
Una sera del 1944, Ferruccio va a Roma dal fratello. Ora si è ammalato lui, una malattia sconosciuta con la quale i medici non sanno trattare. Sono due anni che entra ed esce dall'ospedale. Si è recato a Roma per provare a farsi curare in un'altra città.
I due fratelli passano il Natale assieme, parlano della famiglia di Ferruccio e della malattia all'intestino che si sa diagnosticare, ma della quale non si riesce a trovare il bacillo. Il giorno dopo Ferruccio entra in ospedale.
Il medico è un famoso luminare che ha curato anche Mussolini. L'interesse per l'ostica quanto ignota malattia è forte. Per trovare la cura non si può che procedere per tentativi. Ad ogni prova fallita Ferruccio si debilita sempre più.
Passano i mesi fra miglioramenti e ricadute. Alla fine il luminare che aveva curato “Testone” si arrende e lascia Ferruccio in balìa dei suoi allievi. Vasco resta accanto al fratello. Nei lunghi momenti di visita Ferruccio parla della moglie, della figlia, di Enzina. Tornano a parlare della madre, parlano per la prima e unica volta del loro padre naturale. Nell'agonia dei suoi ultimi giorni Ferruccio introduce anche il tema della fede, collegandolo alla madre morta, della quale i due non riescono a immaginare caratteri importanti come i modi di fare o la voce.
Ferruccio si assopisce sempre più a lungo, riapre gli occhi ogni volta come riacquistando coscienza dopo uno svenimento. Sogna la madre, riesce a sentire la sua voce, gli dice di stare tranquillo, che sarebbe guarito. Successivamente ha un ritorno di forze, una freschezza sorprendente. È il preludio all'agonia. Esprime il desiderio di andarsene, di tornare a Firenze. Vuole rivedere la moglie e la figlia, asserisce che tornato a casa sarebbe guarito.
I medici acconsentono. Ferruccio sale sull'ambulanza, che sparisce nel viale. Vasco sa benissimo che non lo rivedrà.
L'autore se ne va dall'ospedale a piedi, triste, immerso nei pensieri. Tutte le sue idee, le sue convinzioni, l'amore per la famiglia, la fiducia nel lavoro, la verità degli ideali ai quali crede vacillano, di fronte alla morte del fratello.

### Conclusione
Il romanzo si conclude con un messaggio a Ferruccio. Un testo poetico, lirico, un pensiero interiore che diventa preghiera:

## Opere derivate
Dal romanzo è stato tratto il film omonimo, diretto da Valerio Zurlini; con Jacques Perrin (Lorenzo) e Marcello Mastroianni  (Enrico). Le musiche sono di Goffredo Petrassi.

## Edizioni
- Cronaca familiare, Firenze, Vallecchi Editore, 1947,  p. 181.
- Cronaca familiare, Collana Narratori Italiani, Milano, Mondadori, 1960,  pp. 157.
- Cronaca familiare, Collana Biblioteca, Milano, Mondadori, 1974,  p. 129.
- Cronaca familiare, introduzione di Giorgio Luti, Collana Oscar Narrativa, Mondadori, 1978.
- Cronaca familiare, a cura di Franco Cravedi e Annalisa Bonato, Collana La scuola, Milano, Mondadori, 1991,  p. 137.
- Cronaca familiare, prefazione di Clara Sereni, Collana contemporanea, Milano, BUR, 2012, ISBN 978-88-17-07647-0.

Il libro è stato inoltre tradotto in francese, spagnolo, ungherese, inglese, tedesco, turco, greco, svedese, catalano, persiano e arabo.